# Poloprostor
Poloprostor je část prostoru, který vznikne rozdělením prostoru jednou rovinou.
Rovina, která prostor rozdělila, se nazývá hraniční rovinou poloprostoru. Pro bližší určení poloprostoru se v poloprostoru volí další bod neležící na hraniční rovině, tento bod se nazývá pomocný bod.

## Vlastnosti
Průnik dvou poloprostorů, jejichž hraniční roviny jsou různoběžné, označujeme jako klínový prostor (klín). Společnou přímku obou hraničních rovin nazýváme hranou klínového prostoru.